# Vox magazine
Vox ou Vox magazine est un magazine militaire édité par l'armée belge depuis 1973. 

## Historique

### 1973-1999
VOX a commencé sous la forme d'un hebdomadaire en 1973. C'était un petit magazine d'information destiné aussi bien au grand public qu’à informer les militaires belges sur les activités de leurs collègues des autres unités. Il existait en version néerlandaise et française. Il est resté en noir et blanc pendant une bonne quinzaine d'années avant d'être publié en couleurs. À la fin des années 1990, il sortait en quarante éditions par an. Il continuait à décrire les actualités de la Défense, mais de temps en temps, le contenu habituel cédait la place à un numéro spécial entièrement consacre à un sujet précis, comme l'environnement, la Marine, la première guerre mondiale, l'Otan. Un exemplaire spécial était aussi publié chaque année pour la fête du 21 juillet.
À l'origine, les rédacteurs étaient généralement des appelés du contingent ayant suivi une formation de journaliste avant de faire leur service militaire. Les photographes étaient des militaires de métier, mais dont la plupart avaient suivi une formation professionnelle de photographe dans le civil. Avec la suspension du service militaire, en 1995, la source de journalistes appelés s'est tarie. La rédaction a alors fait appel à des officiers ayant la plume facile pour leur succéder. La nouvelle équipe avait sans doute de moins bonnes connaissances purement journalistiques que ses prédécesseurs, mais cet inconvénient était largement compensé par une meilleure connaissance du milieu militaire.

### 1999-2006
En 1999, le directeur du Service d'Information de la Défense (SID) a décide de publier deux magazines distincts pour la communication intérieure et extérieure. VOX est devenu VOX Magazine est s'est change en un mensuel plus volumineux de 32 pages destine à la communication externe. La communication interne a été reprise par un nouveau magazine de 16 pages, connu sous le nom de Direct. Le nouveau système est entré en fonctionnement en janvier 2000. Les deux journaux étaient produits par la même rédaction, les journalistes, photographes et personnel de la mise en page contribuant tantôt à l'un, tantôt à l'autre. En 2002, VOX magazine est devenu trimestriel, mais au bout d'un an, on en est revenu à une publication de 10 exemplaires annuels.
Bien qu'il ne leur fut plus réellement destiné depuis l'apparition de Direct, Vox Magazine a toujours eu la préférence des militaires, probablement en raison de sa finition plus soignée, de ses photos plus grandes, y compris un poster en format A3 à chaque publication et certains articles (histoire militaire, armées étrangers) auraient parfois été davantage à leur place dans le Direct que dans VOX Magazine. Le choix de publier dans l'un ou dans l'autre était parfois tributaire de la place disponible.

### 2006-présent
Fin 2006, le ministre Flahaut voulant orienter la communication extérieure davantage vers la jeunesse, il fut décidé de remplacer VOX Magazine par une autre publication. VOX Magazine disparut prématurément, des difficultés de tout genre empêchant la création de son successeur. En attendant, Direct fut distribué au grand public mais sans subir de véritable adaptation à ce nouveau but. En 2009, il disparut à son tour pour être remplacé par une nouvelle publication : D-Briefing.
Toujours en raison de budgets sans cesse plus restreints, la rédaction de Vox Magazine et de Direct fusionna avec celle de Televox. À l'heure actuelle, les journalistes des deux anciennes rédactions pratiquent aussi bien le journalisme écrit qu'audiovisuel, ce qui n'est sans doute pas la meilleure solution, mais la seule viable avec le personnel encore disponible.
Aujourd'hui, Vox Magazine, est tiré à 120 000 exemplaires en France et parle de sujets politiques, people, tendance. Ce mensuel a été lancé le 1er mars 2010 ; devenant Vox Hebdo en juillet 2010, tiré à 400 000 exemplaires, chaque vendredi.